# Walt Simonson
Walt Simonson, właśc. Walter Simonson (ur. 2 września 1946 w Knoxville) – amerykański pisarz i rysownik komiksowy.

## Życiorys
Najbardziej znana jest jego twórczość w ramach serii Thor z lat 1983-1987 wydawnictwa Marvel Comics, w której stworzył postać Beta Ray Billa. Znany jest również z autorskiego komiksu Star Slammers, który zainaugurował w 1972 jako pracę dyplomową Rhode Island School of Design. Poza tym tworzył dla Marvela komiksy w ramach takich serii jak X-Factor i Fantastic Four. Współpracował również z DC Comics, w tym m.in. przy seriach Detective Comics, Manhunter, Metal Men czy Orion, a także nad licencjonowanymi dziełami, takimi jak Star Wars, Alien, Battlestar Galactica i Robocop kontra Terminator.
Jest mężem autorki komiksów Louise Simonson, z którą poznał się w 1973, a wziął ślub w 1980. Para współpracował przy serii X-Factor w latach 1986-1989.
Charakterystyczny podpis Simonsona składa się z jego nazwiska, zniekształconego tak, aby przypominało brontozaura. Autor wyjaśniał, że zasugerowała mu to mama, ponieważ będąc dzieckiem, był wielkim fanem dinozaurów.